# Обратна връзка
Обратната връзка (ОВ) (на английски: feedback) представлява най-общо казано събраната или получена информация от въздействието на определен обект, програма или процес. Терминът се използва в различни сфери на човешкото познание.

## В образованието
Предоставянето на градивна ОВ на обучаемите, е може би една от най-полезните за постигането на успешно обучение дейност. Обратната връзка е неразделна част от цялостния процес на преподаване, а не само от процеса на оценяване на работата на учащите.
Обратната връзка се състои в предоставянето на конструктивни бележки и съвети относно свършената работа, придобитите знания и/или умения от обучаемия, насоки за по-нататъшното продължаване на обучението и т.н. При това, ОВ може да бъде предоставена не само от преподаващия, но и от друг учащ.
За да бъде ОВ ефективна, е задължително бележките да не се предоставят единствено при грешки от страна на обучаемите, а и при добре свършена работа от тяхна страна. Последното, без съмнение, ще повиши мотивацията на учащите. Освен това ОВ не трябва да се състои само в посочване на това дали обучаемият е сгрешил, или е прав. Учащите особено оценяват всеки съвет, който би довел до по-качествено и по-бързо усвояване на учебния материал.
Ключов фактор за ефективността на ОВ, е тя да бъде двупосочна. Силно препоръчително е, преподавателят своевременно да се информира за мнението на обучаемите по отношение на възможно най-много аспекти на учебната дейност. С цел постигане на обективност при получаването на тази информация от учащите, се препоръчва тя да бъде събирана в писмен вид и да бъде анонимна.

## В теорията на управлението
В управленската теория чрез обратната връзка субектът на управление получава информация за поведението на управлявания обект и коригира при необходимост своето въздействие.

## В електрониката
Съществуват няколко подразделения на обратните връзки. Те могат да бъдат:
- права – от входа към изхода на схемата.
- обратна – от изхода към входа.

Биват още:
- паразитни – присъщи за самите свойства на усилвателя, наричани още вътрешни.
- външни – създават се от конструктурите чрез специални блокове (вериги, звена на ОВ) с цел подобрение на параметрите на усилвателя.

ОВ се разделят още на:
- положителна (ПОВ).
- отрицателна (ООВ).

Според блока на обратната връзка се делят на:
- честотнозависими
- честотнонезависими

Както и на:
- локални – обхващат само 1 усилвателно стъпало.
- глобални – обхващат повече от 1 усилвателно стъпало.

Дълбочината на ОВ се бележи с F.
F={\displaystyle A/Au}, където Au е коефициент на усилване с помощта на ОВ.
Съществува още едно подразделение на ОВ спрямо входа и изхода.
- Спрямо изхода биват:
  - по напрежение
  - по ток
- Спрямо входа се разделят на:
  - със сумиране на напреженията – последователна ОВ.
  - със сумиране на токове – паралелна ОВ.